# Stuckfabrik Gebr. Strobel
Die Stuckfabrik Gebr. Strobel & Co. war im frühen 20. Jahrhundert hinter der Stuckfabrik Albert Lauermann nach eigener Aussage der zweitgrößte Stuckhersteller Deutschlands. Das Fabrikgebäude inkl. Ausstattung war bis zu einem Brand im Jahr 2008 als Baudenkmal in der Denkmalliste der Stadt Detmold im Kreis Lippe (Nordrhein-Westfalen) eingetragen.

## Geschichte

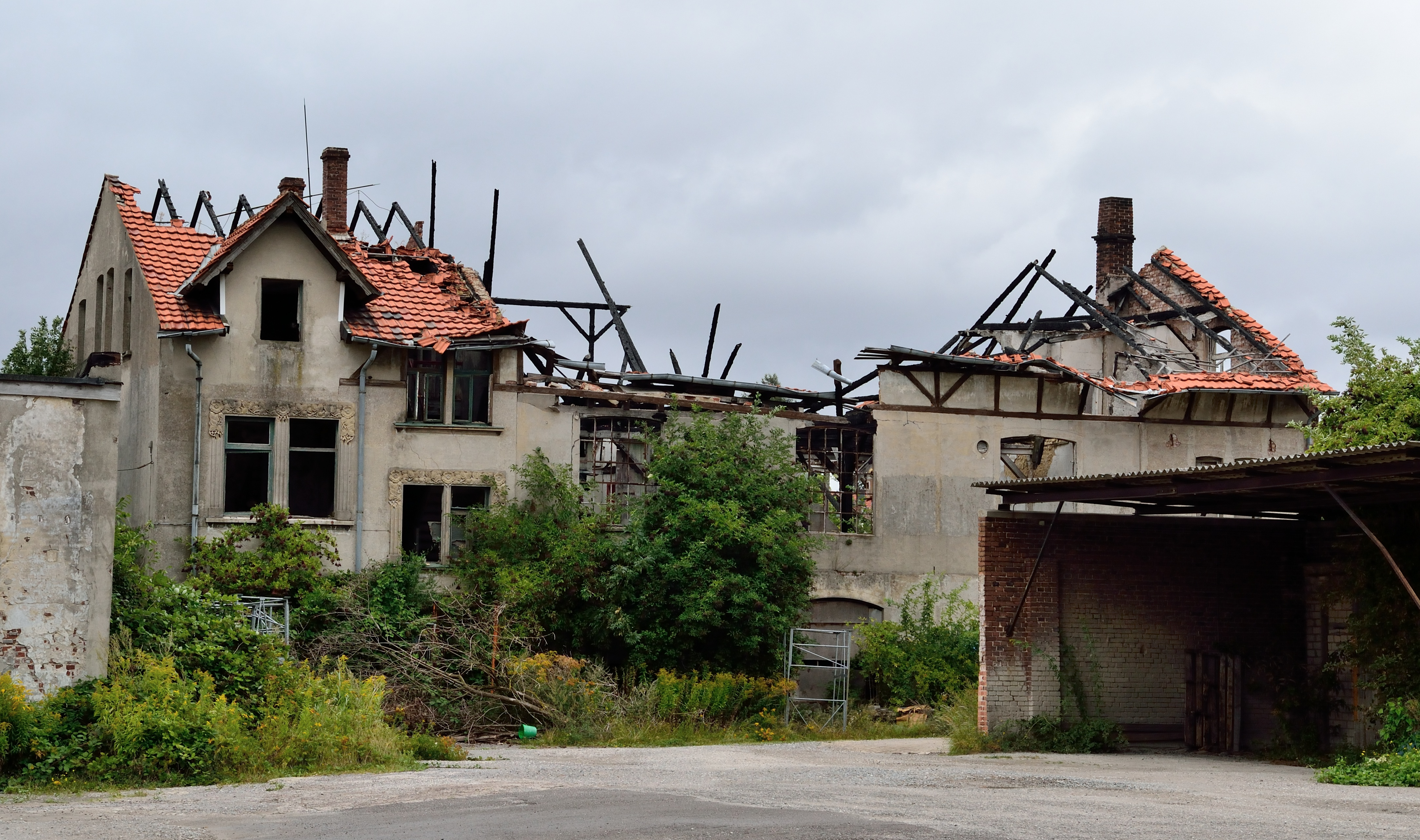
Die Südseite der ehemaligen Stuckfabrik im Jahr 2012

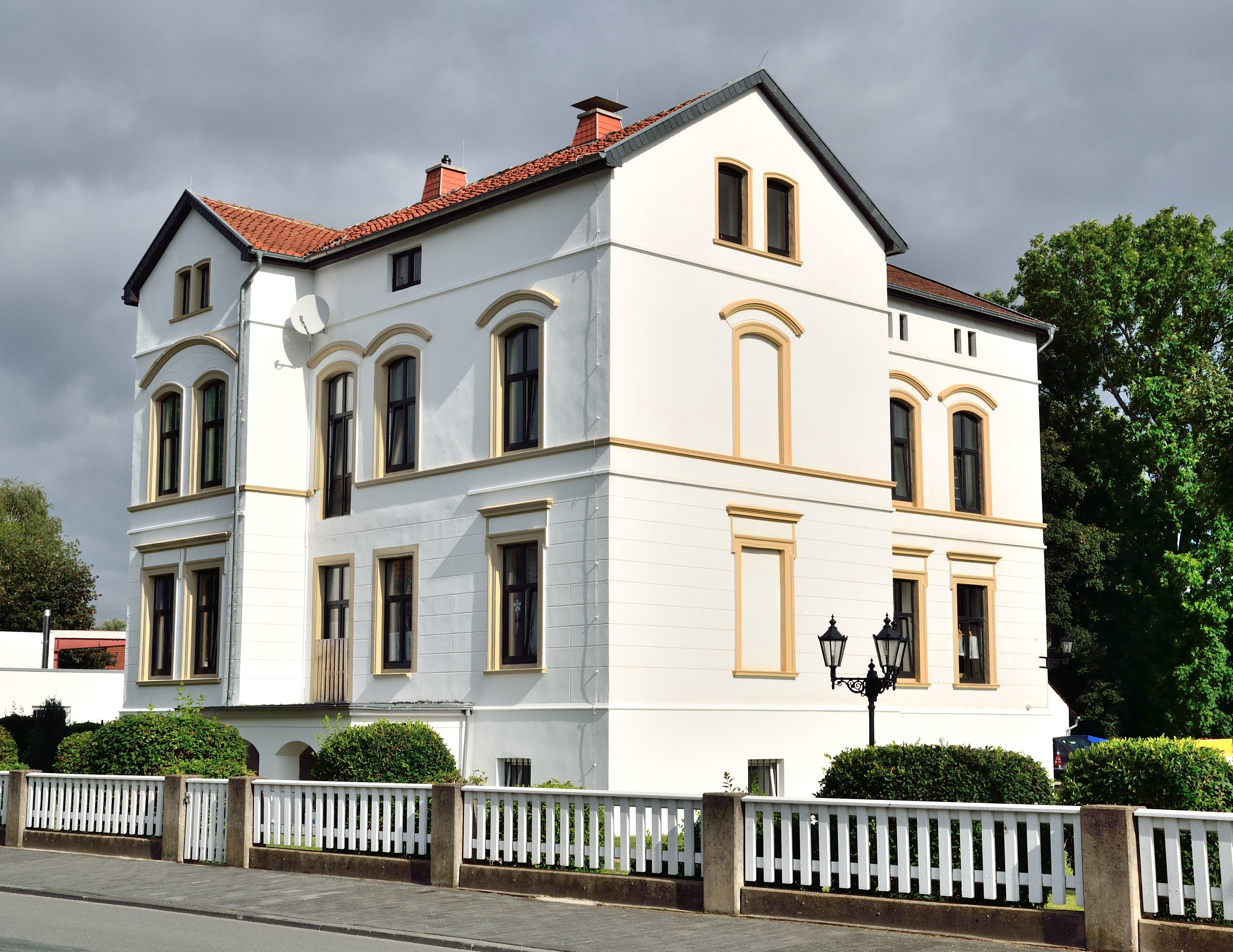
„Villa Strobel“ in der Arminstraße; heutiger Bauzustand

1903 taten sich der Techniker Carl Breil und der Kaufmann Albert Strobel, ein ehemaliger Manager der Stuckfabrik Lauermann, zusammen und gründeten die „Deutsche Stuckfabrik Strobel, Breil und Cie., Kommanditgesellschaft“. Nach dem Tod Breils im Jahr 1904 holte Albert Strobel seinen Bruder Karl als Mitgesellschafter in die Firma, die von da an als „Deutsche Stuckfabrik Gebr. Strobel & Co.“ auftrat.
Ebenfalls 1903 begann der Bau der Fabrik-, Büro- und Wohngebäude an der Orbker Straße (heute Industriestraße), die im Folgejahr bezugsfertig waren. Geplante und realisierte Erweiterungsbauten sind ein Zeichen für den anfänglichen Erfolg der Firma.
Schon in den früheren Jahren ihrer Zusammenarbeit erwarben die Brüder eine 1887 erbaute Villa in der Arminstraße, die sie mit ihren Familien bezogen. Anders als die Fabrikgebäude ist das Haus auch heute noch in einem guten Erhaltungszustand.
Verschiedene Faktoren führten bald zum Niedergang der Stuckindustrie im Allgemeinen und der Firma Strobel im Besonderen. Zum einen war dies der Erste Weltkrieg, der zu einem deutlichen Einbruch der Bauvorhaben führte, zum anderen der Wandel in der Baugestaltung hin zur Moderne, die keinen Wert mehr auf überflüssige Ornamente legte. Bekannt wurde in dem Zusammenhang Adolf Loos mit seiner Streitschrift Ornament und Verbrechen von 1908.
Bis zum 27. September 1935 leiteten die Brüder die Stuckfabrik gemeinsam, dann gründeten sie ihre eigenen Unternehmungen und die Stuckfabrik wurde aus dem Handelsregister gelöscht. Karl Strobel gründete die „Deutsche Hartstuck-Industrie“, die Dekorationselemente und Wandpaneele herstellte. Albert Strobel fertigte in seiner „Plastischen Kunstanstalt, Albert Strobel“ in erster Linie Schaufensterpuppen.
Karl Strobel kam im März 1945 vermutlich bei einem Luftangriff ums Leben, sein Bruder verstarb bald nach Kriegsende.

## Architektur
Von der Fabrikanlage war zuletzt nur noch das Hauptgebäude in Teilen erhalten, Lagerschuppen und Werkstatt wurden schon zuvor abgebrochen.
Der zweigeschossige Bau mit Satteldach war unterteilt in einen Fabrikationsteil im Osten und einen Wohnbereich im Westen. Das Erdgeschoss war über die gesamte Breite massiv, während Ober- und Dachgeschoss nur im Wohnbereich in Massivbauweise, im Fabrikationsbereich dagegen in Fachwerk ausgeführt waren. Ebenfalls in Fachwerkbauweise waren die Zwerchhäuser über dem Wohnteil. Auf der Südseite wurde das Fachwerk überwiegend verputzt. Der Fabrikationsteil hatte auf jeder Traufseite drei segmentbogige Fenster mit Eisensprossen, zusätzlich auf der Nordseite einen Eckrisalit mit Walmdach, auf der Südseite ein Einfahrtstor mit darüberliegendem Zwillingsfenster. Die Segmentbogenfenster des Wohnbereichs waren mit Stuckdekorationen verziert.
Wesentlich für den Denkmalwert war die reiche Stuckausstattung in den Büro- und Wohnräumen.
Nachdem das Gebäude jahrelang vernachlässigt wurde und mehrfach wegen Erweiterungsplänen der benachbarten Firma der Abriss drohte, stand die Ruine nach einem Brand im Juni 2008 und der damit einhergehenden Zerstörung der Einrichtung nicht mehr unter Denkmalschutz.